# Expressway 400 (Südkorea)
Der Expressway 400  (Capital Region 2nd Belt Expressway, zu Deutsch „Zweite Ringautobahn in der Metropolregion Hauptstadt“) ist eine Schnellstraße in Südkorea. Die Autobahn ist bisher eine Ost-West-Verbindung bei den Städten Suwon und Osan, südlich von Seoul, in der Metropolregion Sudogwon. Die Autobahn hat auch eine städtische Funktion und ist 18 Kilometer lang, mit einer geplanten Länge von 259 Kilometer. Sie soll als zweite Ringautobahn um gesamte Seoul herumführen und wird größer, als der Ring Expressway 100, der 127,6 Kilometer lang ist.

## Straßenbeschreibung
In Bongdam beginnt der Expressway 400 mit einer Verbindung zur Lokalstraße 309 (Schnellstraße Gwacheon–Bongdam), einer Landstraße nach Gunpo und Seoul. Bei Osan überquert man den Expressway 171, der südlich nach Yongin führt, und den Expressway 153 der bis nach Pyeongtaek verläuft. Die Autobahn verläuft dann nördlich an Osan vorbei, einer etwa 35 Kilometer vor Seoul liegender Stadt. Hier endet die Autobahn auf dem Expressway 1, der eine Verbindung von Seoul nach Busan bildet.

## Geschichte
Im Mai 2005 begann der Bau der Straße und wurde am 29. Oktober 2009 für den Verkehr freigegeben.

## Eröffnungsdaten der Autobahn
| von     | nach | Länge | Datum      |
| ------- | ---- | ----- | ---------- |
| Bongdam | Osan | 18 km | 29.10.2009 |

## Verkehrsaufkommen
Es liegen keine Daten dafür bereit.

## Ausbau der Fahrbahnen
| von     | nach | Länge | Fahrspuren |
| ------- | ---- | ----- | ---------- |
| Bongdam | Osan | 18 km | 2x2        |